# Holochlora curvicerca
Holochlora curvicerca är en insektsart som beskrevs av Sigfrid Ingrisch och Shishodia 2000. Holochlora curvicerca ingår i släktet Holochlora och familjen vårtbitare. Inga underarter finns listade i Catalogue of Life.